# Aller-retour (album de La Fouine)
Pour les articles homonymes, voir Aller retour (homonymie).
 (décembre 2021).
Si vous disposez d'ouvrages ou d'articles de référence ou si vous connaissez des sites web de qualité traitant du thème abordé ici, merci de compléter l'article en donnant les références utiles à sa vérifiabilité et en les liant à la section « Notes et références ».
Albums de La Fouine
Planète Trappes volume 2
(2006) Capitale du crime
(2008)
Singles
1. Reste en chien
2. Qui peut me stopper ?
3. Tombé pour elle
4. Banlieue Sale
5. On s'en bat les couilles
6. Drôle de parcours

Aller-retour est le deuxième album du rappeur La Fouine. Il comporte des collaborations avec Booba ou encore Amel Bent. Il est le premier succès du rappeur et s'est vendu à 100 000 exemplaires. L'album est certifié disque d'or[réf. souhaitée].

## Liste des titres
| No  | Titre                                       | Producteur(s)  | Durée |
| --- | ------------------------------------------- | -------------- | ----- |
| 1.  | Intro                                       | Focus...       | 0:58  |
| 2.  | Qui peut me stopper ?                       | End2End        | 4:17  |
| 3.  | Reste en chien (featuring Booba)            | Animalsons     | 3:42  |
| 4.  | Drôle de parcours                           | Mounir Maarouf | 3:32  |
| 5.  | Tombé pour elle (featuring Amel Bent)       | Tiery F        | 4:38  |
| 6.  | La Danse du ghetto                          | Focus...       | 3:39  |
| 7.  | C'est pas la peine                          | Focus...       | 3:13  |
| 8.  | Ma tabatière (chronique d'un dealeur)       | Animalsons     | 3:49  |
| 9.  | Contrôle abusif                             | Focus...       | 3:50  |
| 10. | Laissez-moi dénoncer                        | Focus...       | 4:08  |
| 11. | On s'en bat les couilles                    | Animalsons     | 4:05  |
| 12. | Banlieue sale (featuring Gued'1 et Kennedy) | Animalsons     | 4:18  |
| 13. | Le cœur du problème                         | Animalsons     | 3:58  |
| 14. | Je regarde là-haut                          | Track Invaders | 4:05  |
| 15. | Ma life                                     | Canardo        | 4:11  |
| 16. | Partout pareil                              | Focus...       | 4:16  |
| 17. | Quel est mon rôle ? (Outro)                 | Canardo        | 3:52  |

## Clips
- Octobre 2006 :  On s'en bat les couilles (réalisé par Pulp Productions)
- Janvier 2007 : Qui peut me stopper ? (réalisé par Remy Murra)
- Février 2007 : Reste en chien (réalisé par Remy Murray)
- Aout 2007 : Banlieue sale (réalisé par OCM)
- Octobre 2007 : Tombé pour elle (réalisé par OCM)